# Сајам књига у Франкфурту
Сајам књига у Франкфурту је највећи и најзначајнији сајам књига на свету. Њега од 1949. организује Удружење немачких књижара. Траје пет дана и организује се сваког октобра на сајмишту у Франкфурту на Мајни. На сајму учествује више од 7.300 издавача из 100 земаља, који на 170.000 m² представљају преко 400.000 издања.. Број посетилаца сајма је преко 280.000 (рекорд је постигнут 2008: 299.112). Сваке године књижевност земље специјалног госта добија посебну презентацију.

## Историја
Сајам књига у Франкфурту има традицију дужу од 500 година и први сајам књига одпжан је од стране локалних продаваца књига.
Пре доласка штампаних књига, сајам је био место за продају рукописа. Почетак сајма фокусираног на штампане књиге приписује се Јохану Фусту и Питеру Шоферу, који су Гутембергову штамарску делатност, након правног спора. Сајам је постао примарна тачка маркетинга књига, али и средиште за ширење писаних текстова. Током реформације, сајму су присуствовали трговци који су тестирали тржиште за нове књиге и учењаци који су тражили нову стипендију.
До краја 17. века, Сајам књига у Франкфурту је био најзначајнији сајам књига у Европи. Био је потиснут 1632. године на сајму књига у Лајпцигу током просветитељства као последица политичког и културног развоја. Након Другог светског рата, први сајам књига одржан је 1949. године у цркви Св. Павла. Од тада је повратио свој надмоћни положај.

## Гости сајма
Од 1976. године почасни гост, или жижа интересовања, добила је име по сајму. За ову прилику организује се посебан књижевни програм (читања, уметничке изложбе, трибине, позоришне представе, радио и ТВ програми). За гостујућу земљу је постављена посебна изложбена сала, а на сајму су присутне и велике издавачке куће.
| Теме сајма и земље гости |                       |                                    |                                 |                        |
| Година                   | Земља гост / тема     | Књижевност                         | Мото                            | Награда сајма за мир   |
| 2020                     | Канада                | Канадска књижевност                | -                               | -                      |
| 2019                     | Норвешка              | Норвешка књижевност                | снове носимо                    | -                      |
| 2018                     | Џорџија               | Џорџијска књижевност               | Џорџија направљена од карактера | -                      |
| 2017                     | Француска             | Француска књижевност               | Франфурт у Француској           | -                      |
| 2016                     | Фландрја и Холандија  | Фландријска и холандска књижевност | ово је оно што делимо           | -                      |
| 2015                     | Индонезија            | Индонежанска књижевност            | 17.000 острва маште             | -                      |
| 2014                     | Финска                | Финска књижевност                  | Финска. Кул.                    | -                      |
| 2013                     | Бразил                | Бразилска књижевност               | -                               | -                      |
| 2012                     | Нови Зеланд           | Новозеландска књижевност           | док си спавала                  | -                      |
| 2011                     | Исланд                | Исландска књижевност               | прелепи исланд                  | -                      |
| 2010                     | Аргентина             | Аргентинска књижевност             | култура у покрету               | -                      |
| 2009                     | Кина                  | Кинеска књижевност                 | традиција и иновација           | -                      |
| 2008                     | Турска                | Турска књижевност                  | фасцинантно шарено              | Анселм Кифер           |
| 2007                     | Каталонија            | Каталонска књижевност              | сингуларно и универзално        | Саул Фридлендер        |
| 2006                     | Индија                | Индијска књижевност                | Индија данас                    | Волф Лепенис           |
| 2005                     | Кореја                | Корејска књижевност                | -                               | Орхан Памук            |
| 2004                     | Арапски свет          | Арапска књижевност                 | -                               | Петер Естерхази        |
| 2003                     | Русија                | Руска књижевност                   | нове странице                   | Зузан Зонтаг           |
| 2002                     | Литванија             | Литванска књижевност               | наставак следи                  | Чинуа Ачебе            |
| 2001                     | Грчка                 | Грчка књижевност                   | нови пут у Итаку                | Јирген Хабермас        |
| 2000                     | Пољска                | Пољска књижевност                  | ©Пољска                         | Асја Џебар             |
| 1999                     | Мађарска              | Мађарска књижевност                | неограничена                    | Фриц Штерн             |
| 1998                     | Швајцарска            | Швајцарска књижевност              | високо неббо - уска долина      | Мартин Валзер          |
| 1997                     | Португал              | Португалска књижевност             | путеви у свет                   | Јашар Кемал            |
| 1996                     | Ирска                 | Ирска књижевност                   | и њена дијаспора                | Марио Варгас Љоса      |
| 1995                     | Аустрија              | Аустријска књижевност              | -                               | Анемари Шимел          |
| 1994                     | Бразил                | Бразилска књижевност               | сусрет култура                  | Хорхе Семпрун          |
| 1993                     | Фландрија и Холандија | Холандска књижевност               | отворена за свет                | Фридрих Шорлемер       |
| 1992                     | Мексико               | Мексичка књижевност                | отворена књига                  | Амос Оз                |
| 1991                     | Шпанија               | Шпанска књижевност                 | шпански час                     | Ђерђ Конрад            |
| 1990                     | Јапан                 | Јапанска књижевност                | онда и сада                     | Карл Дедецијус         |
| 1989                     | Француска             | Француска књижевност               | француска јесен                 | Вацлав Хавел           |
| 1988                     | Италија               | Италијанска књижевност             | италијански дневник             | Зигфрид Ленц           |
| 1987                     |                       |                                    |                                 | Ханс Јонас             |
| 1986                     | Индија                | Индијска књижевност                | промена у традицији             | Władysław Bartoszewski |
| 1985                     |                       |                                    |                                 | Теди Колек             |
| 1984                     | Џорџ Орвел            |                                    |                                 | Октавио Паз            |
| 1983                     |                       |                                    |                                 | Манеш Шпербер          |
| 1982                     | Религије              |                                    |                                 | Џорџ Кенан             |
| 1981                     |                       |                                    |                                 | Лев Копељев            |
| 1980                     | Црна Африка           |                                    |                                 | Ернесто Карденал       |
| 1979                     |                       |                                    |                                 | Јехуди Мењухин         |
| 1978                     | Деца и књиге          |                                    |                                 | Астрид Линдгрен        |
| 1977                     |                       |                                    |                                 | Лешек Колаковски       |
| 1976                     | Латинска Америка      |                                    |                                 | Макс Фриш              |

## Контроверза
Сајам из 2007. привукао је критике и шпанских и немачких медија. Немачки часопис Der Spiegel описао га је као "затвореног ума" због своје политике да не укључује многе Каталонце који пишу на шпанском у својој дефиницији каталонске књижевности. Одлука да се из сајма искључи било који елемент "шпанског језика", који је дефинисан као литература искључиво на шпанском језику, донета је упркос чињеници да је шпанска влада уложила више од 6 милиона евра у трошкове сајма.